# Maxime van Oost
Maxime van Oost né le 2 décembre 1999, est un joueur belge de hockey sur gazon qui joue au poste de défenseur au Waterloo Ducks HC. Il a remporté avec l'équipe de Belgique, la médaille d'argent à la Coupe du monde 2023 organisée en Inde.

## Biographie
Maxime est né le 2 décembre 1999 en Belgique, il est le fils d'un ancien international belge Michel Van Oost.

## Carrière

### En club
Maxime joue dans le club du Waterloo Ducks HC dans le championnat de Belgique.

### Équipe nationale
Maxime fait ses débuts le 26 février 2019 contre la Russie en match amical dont la Belgique s'est imposée 3 - 0 à Kontich dans la région d'Anvers.
En 2021, il fait définitivement partie de l'équipe première de la Belgique pour disputer sa première compétition internationale à savoir la Ligue professionnelle 2021-2022 dont il remporte la médaille d'argent.
En 2023, il enchaîne avec une médaille d'argent à la Coupe du monde 2023 en Inde, en tant que remplaçant d'Alexander Hendrickx, blessé au genou droit, suivi de près par une médaille de bronze à la Ligue professionnelle 2022-2023,.
Á l'Euro 2023, à Mönchengladbach, il est réserviste de l'équipe de Belgique qui remporte la médaille de bronze,.
En 2024, il fait partie du noyau de la Belgique en tant que réserviste pour le tournoi masculin des Jeux olympiques d'été de 2024 organisés à Paris dont la Belgique est éliminée en quarts de finale après sa défaite 3 - 2 contre l'Espagne malgré le match contre l'Argentine qu'il a joué le 2 août 2024 en tant que remplaçant de Gauthier Boccard, laissé au repos,.

## Palmarès
- : 2e à la Ligue professionnelle 2021-2022.
- : 2e à la Coupe du monde 2023.
- : 3e à la Ligue professionnelle 2022-2023.
- : 3e à l'Euro 2023.